# Балки (заказник)
Ба́лки — ентомологічний заказник місцевого значення, об'єкт природно-заповідного фонду Харківської області загальною площею 5,0 га, що розташовано біля села Федорівка Харківського району. Створено 1984 року.
Заказник розташований на схилі балки південно-західної експозиції. Своєрідний ландшафт, піщані ґрунти та виходи підґрунтових вод зумовили різноманітність флори та рослинності з участю рідкісних і лікарських видів. Живе близько 50 видів корисних комах, зокрема, дикі оси, джмелі. Зберігся комплекс степових угруповань комах, представлений ентомофагами, ґрунтоутворювачами, запилювачами, серед яких є види, що занесені до Червоної книги України: вусач земляний хрестоносець, сколія степова, рофітоїдес сірий, джміль моховий, махаон. Рослинність представлена формаціями типчаково-ковилових степів.